# Pirotechnika

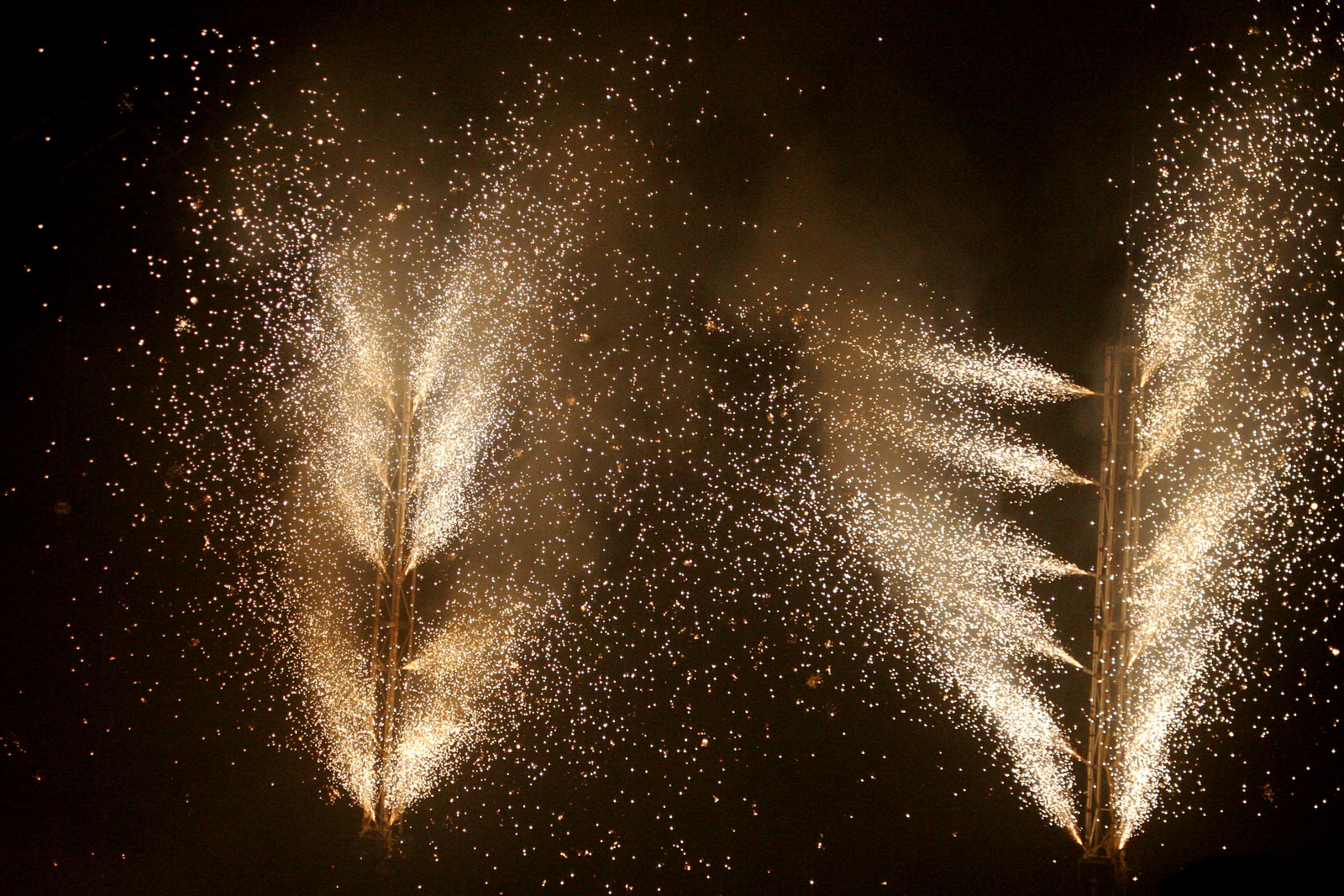
Sztuczne ognie stosowane w przemyśle rozrywkowym

Pirotechnika – dział chemii i techniki zajmujący się konstrukcją urządzeń z wykorzystaniem materiałów, które po wzbudzeniu, samodzielnie lub w połączeniu z innymi, poprzez proces reakcji spalania, wywołują efekty optyczne, cieplne, akustyczne, zapalające lub dymne. Dzieje się to dzięki niedetonacyjnych samowystarczalnych reakcjach egzotermicznych. Jedną z ważnych cech substancji pirotechnicznych jest to, że nie polegają na tlenie ze źródeł zewnętrznych.
Środki i urządzenia najczęściej wykorzystywane są przy produkcji fajerwerków, ale też pirotechnicznych środków bezpieczeństwa, wzywania pomocy czy w samochodowych napinaczach pasów, poduszkach powietrznych i gaśnicach.
Pirotechnika jest wykorzystywana zarówno w celach cywilnych, jak i wojskowych.
Historycznie:
- nazwa pochodzi od połączenia słów pyro (gr. ogień) oraz technika;
- powstanie pirotechniki łączone jest powszechnie z wynalazkiem prochu czarnego – najstarszego materiału miotającego.

Współcześnie:
- pirotechnika znajduje zastosowanie jako nietrwały element dekoracji, a w wojskowości do oświetlania pola walki, sygnalizacji, maskowania oraz wzniecania ognia.

## Składy materiałów pirotechnicznych
W składzie materiałów pirotechnicznych musi znajdować się przynajmniej jeden utleniacz (utleniacz i akceptor elektronów) oraz również paliwo (donor elektronów i reduktor). Dodatkowo, w składzie materiałów pirotechnicznych często znajdują się inne elementy, takie jak dodatkowe utleniacze i paliwa, substancje wspomagające w procesie reakcji, flegmatyzatory, modyfikatory szybkości spalania, oraz składniki nadające określone efekty. 
| Składnik:                                     | Przykłady substancji: | Zawartość substancji w masie (%) |
| Paliwo                                        | Magnez, tytan, cyrkon, cynk, bor, aluminium, antymon, węgiel drzewny, krzem, fosfor, siarka, polimery węglowodorowe, węglowodany | 5-60                             |
| Utleniacz                                     | Azotany, chlorany, nadchlorany, dinitramidy, nadtlenki, siarczany, chlor i związki fluoru                                        | 40-75                            |
| Środki barwiące                               | Związki sodu, metali ziem alkalicznych (Ca, Sr, Ba), Mo, Cu, Sm, Yb, Eu, Tm                                                      | 0-15                             |
| Źródło halogenowe                             | PVC, chlorowana parafina, heksachloroetan                                                                                        | 0-15                             |
| Modyfikator szybkości spalania                | CuO, Fe2O3, sadza, grafit | 0-5                              |
| Wzmacniacz powierzchni spalania               | Grafit ekspandowany, związki pęczniejące                                                                                         | 0-5                              |
| Źródło aerozolu                               | Czerwony fosfor, chlorek amonu, chloroacetofenon (CN)                                                                            | 0-65                             |
| Spoiwo                                        | Guma arabska, poliakrylany, polioctan winylu                                                                                     | 0-15                             |
| Przewodnictwo cieplna                         | Włókna węglowe, proszek miedzi, nanodiamenty                                                                                     | 0-5                              |
| Wspomaganie tarcia oraz środek flegmatyzujący | Proszek szklany, węglik krzemu, siarczek antymonu Stearynian cynku, PTFE, azotek boru                                            | 0-5                              |

## Bilans tlenowy materiałów pirotechnicznych
Materiały pirotechniczne nie potrzebują tlenu atmosferycznego do spalania, ale otoczenie, takie jak atmosfera na dużych i małych wysokościach, woda morska, próżnia w otwartej przestrzeni, zawsze wpływa na proces spalania. Ten wpływ ma istotne znaczenie dla szybkości, stopnia uwalniania energii oraz jakości i zakresu pożądanego efektu. Bilans tlenowy w kompozycjach pirotechnicznych może znacząco się różnić i można go podzielić na negatywny, neutralny lub pozytywny.
| Bilans Tlenowy | Przykłady |
| -------------- | --- |
| Negatywny      | Dymy maskujące oparte na czerwonym fosforze, kolorowe dymy                                                                             |
| Neutralny      | Generatory gazu, paliwa rakietowe, ładunki donośne, kompozycje gwizdające, czarny proch, zasłony dymne maskujące węglowodorowe, termit |
| Pozytywny      | Generatory tlenu, stroboskopy |

## Wymogi materiałów pirotechnicznych
Pirotechnika musi spełniać określone kryteria, aby można było je wytwarzać, testować i stosować:
- Zarówno składniki, jak i produkty reakcji, muszą być bezpieczne pod względem higieny pracy i nie szkodzić środowisku.
- Składniki preparatów pirotechnicznych muszą być ze sobą zgodne -  kompatybilne
- Składniki powinny być łatwo dostępne na rynku w odpowiednich ilościach i jakości
- Preparaty pirotechniczne powinny być możliwe do wytworzenia przy minimalnej złożoności technicznej, aby obniżyć koszty produkcji oraz zapobiec wadom wynikającym z niewłaściwej obsługi.
- Preparaty pirotechniczne muszą gwarantować bezpieczeństwo w trakcie produkcji, przechowywania i użytkowania.
- Preparaty pirotechniczne powinny utrzymać swoją stabilność podczas przechowywania, szczególnie w różnych strefach klimatycznych oraz różnych warunkach atmosferycznych.
- Preparaty pirotechniczne nie mogą utracić swojej przydatności do użytku w wyniku przechowywania w różnych warunkach, niepodlegającej zmianom w ich właściwościach fizycznych i chemicznych.[2]